# Tino di Geraldo

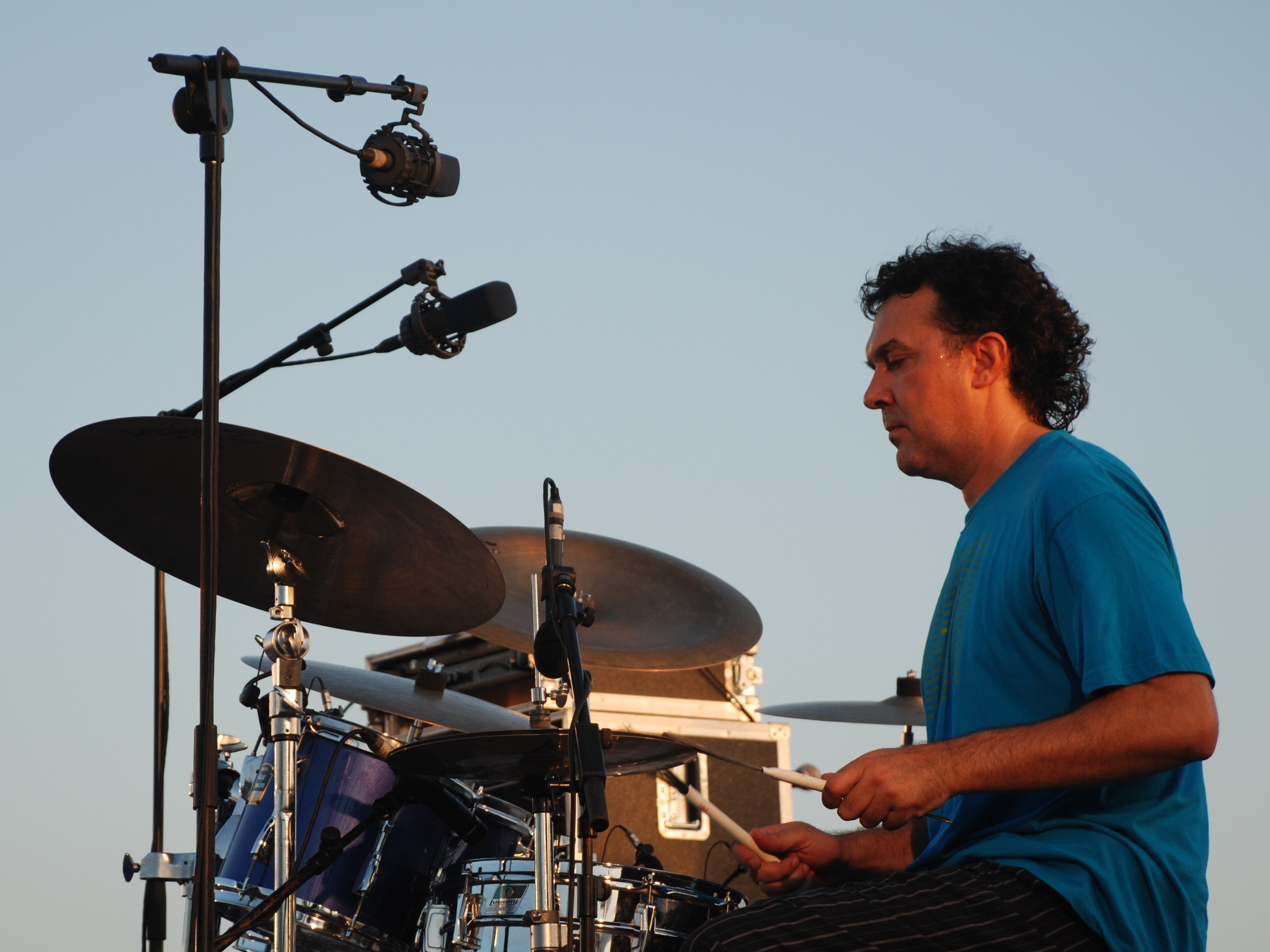
Tino di Geraldo (2007)

Tino di Geraldo (* 1960 in Toulouse als Faustino Fernández Fernández), auch Gino di Giraldo, ist ein spanischer Schlagzeuger des Flamenco Jazz (auch Cajón, Tabla).

## Leben und Wirken
Faustino Fernández Fernández, der in Frankreich aufwuchs, startete seine Karriere als Punkrocker in spanischen Bands wie Tapones Visente. Fernández wählte als Künstlernamen Tino di Geraldo und begleitete Sänger wie Luís Eduardo Aute oder Pablo Guerrero. Dann wechselte er in den Flamencobereich, wo er zunächst mit Diego Carrasco und dann mit Camarón, Manolo Sanlúcar, El Pele, Vicente Amigo und Pepe Habichuela spielte und an Aufnahmen von Paco de Lucía teilnahm. Mit Carles Benavent und Jorge Pardo bildete er eine der zentralen Gruppen des Flamenco Jazz, mit der er weltweit auf vielen Festivals auftrat und mehrere Alben einspielte. Zudem hat er zwei Alben unter eigenem Namen vorgelegt, Flamenco lo seras tú und Burlerías, auf denen sich auch eigene Kompositionen befinden. Weiterhin wirkte er im Trio mit Nguyên Lê und Renaud Garcia-Fons und ist an Aufnahmen von Huong Thanh, Suso Saiz (Quartet) und der Rockband Golpes Bajos (Vivo) beteiligt. Tino di Geraldo verband auch den Flamenco mit der Rapmusik. Seit 2006 arbeitet er auch mit Jackson Browne. Zudem spielte er mit Raimundo Amador, Abdu Ed Medji, Tomasito, El Potito, Bidinte, Luz Casal, Carmen París und Germán Coppini.